# Гуляев, Юрий Иванович
Юрий Иванович Гуляев (укр. Юрій Іванович Гуляєв; 25 августа 1963, Буй, Костромская область, РСФСР, СССР) — советский и украинский футболист, играл на позициях защитника и полузащитника.

## Карьера
В Крым переехал в 14 лет из Костромской области. Воспитанник «Таврии», в составе которой находился с 1980 года. В 1982 году дебютировал во взрослом футболе под руководством Анатолия Конькова. В конце 1983-го Гуляева призвали в армию и в период с 1984 по 1985 годы ое играл в дублирующем составе киевского «Динамо». Также выступал в составе юношеской сборной Украины, за молодежную сборную СССР. В 1986 году Коньков возглавил донецкий «Шахтёр», куда и перебрался Гуляев. После 4 сезонов в стане «горняков», перешёл в  «Локомотив» из Нижнего Новгорода, за который в чемпионатах России дебютировал 20 июня 1993 года в выездном матче 16-го тура против московского ЦСКА, выйдя на 81-й минуте на замену Дмитрию Гадалову. Во время распада СССР попал в Венгрию, но особо там не заиграл. С 1993 по 1996 годы играл за «Дружбу» из Бердянска. Профессиональную карьеру завершил в 1997 году в «Торпедо-Виктории».

## Личная жизнь
Когда Гуляев приехал в Донецк в 23 года, познакомился с будущей женой. Вскоре у них родился сын.